# موزه ملی بیروت

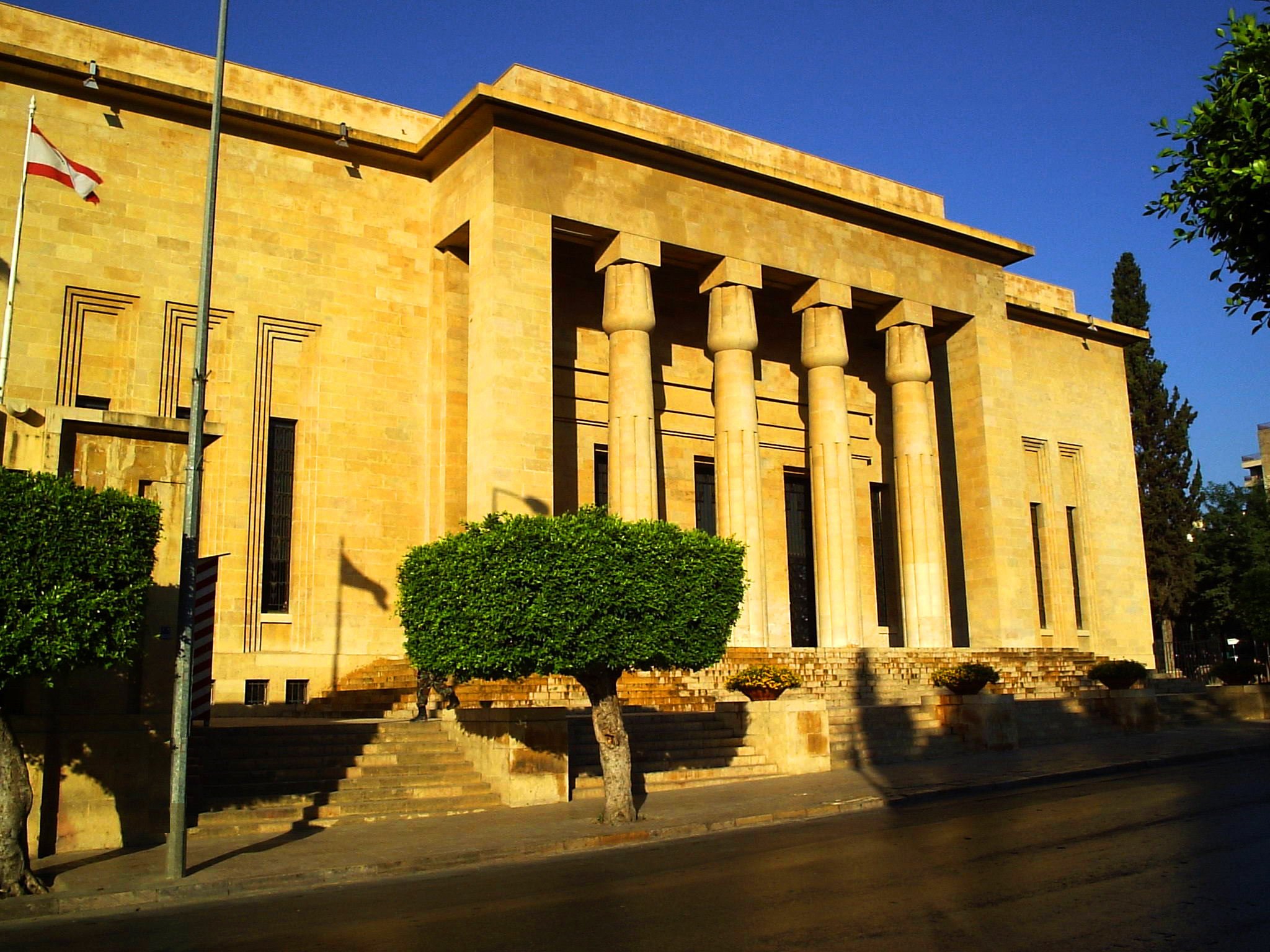
موزه ملی بیروت

موزه ملی بیروت موزه‌ای در بیروت است که مجموعهٔ بی‌نظیری از اشیاء و سیر تاریخ و تمدن‌هایی که در لبنان خانه کردند را به نمایش گزارده است. ساختمان بنا در سه طبقه است و تنها همکف و طبقه اول برای بازدید باز هستند. توضیحات اشیاء به زبان‌های انگلیسی و فرانسه نیز هستند. مهمترین اشیاء موزه: مجسمه مرمرین کودکان فینیقی قرن ۵ پیش از میلاد، موزاییک‌های قرون سوم و چهارم پس از میلاد، طلاجات دوره بیزانس (که درون ظرفی در یک ویلای قدیمی یافت شدند).
راهنمایی رایگان موزه به مدت ۴۵ دقیقه و به زبان‌های انگلیسی، عربی و فرانسوی از ساعت ده و نیم تا دوازده و از دو بعدازظهر تا سه و نیم بعدازظهر دایر است.
موزه همچنین فیلمی ۱۲ دقیقه‌ای از نجات موزه و اشیاء آن در طول جنگ و بازسازی آن را نمایش می‌دهد. اتاق نمایش سمت راست درب ورودی قرار دارد، و در سمت چپ درب، یک فروشگاه هدایا موجود است.

## نگارخانه

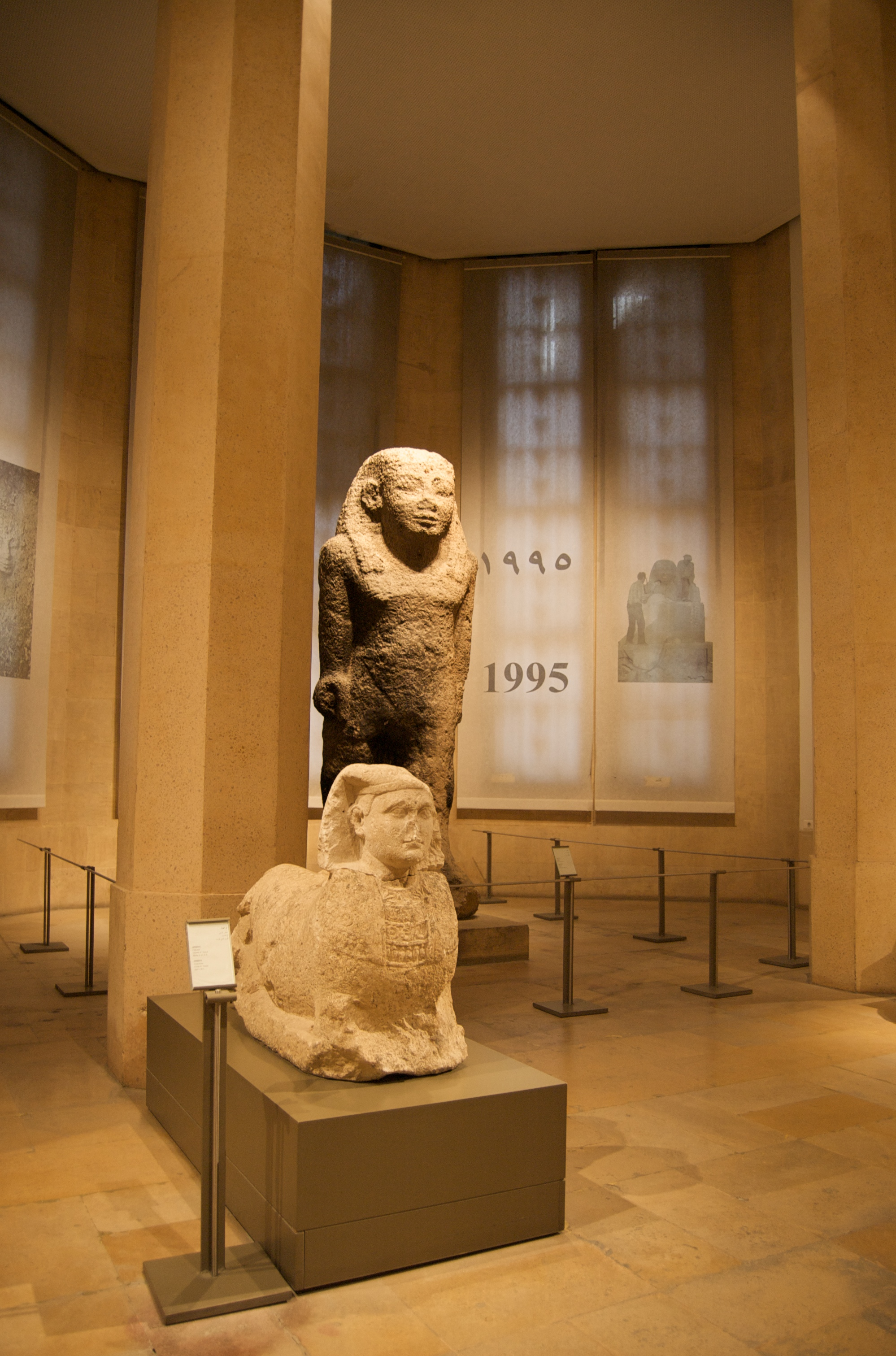
Some of the artifacts in the museum
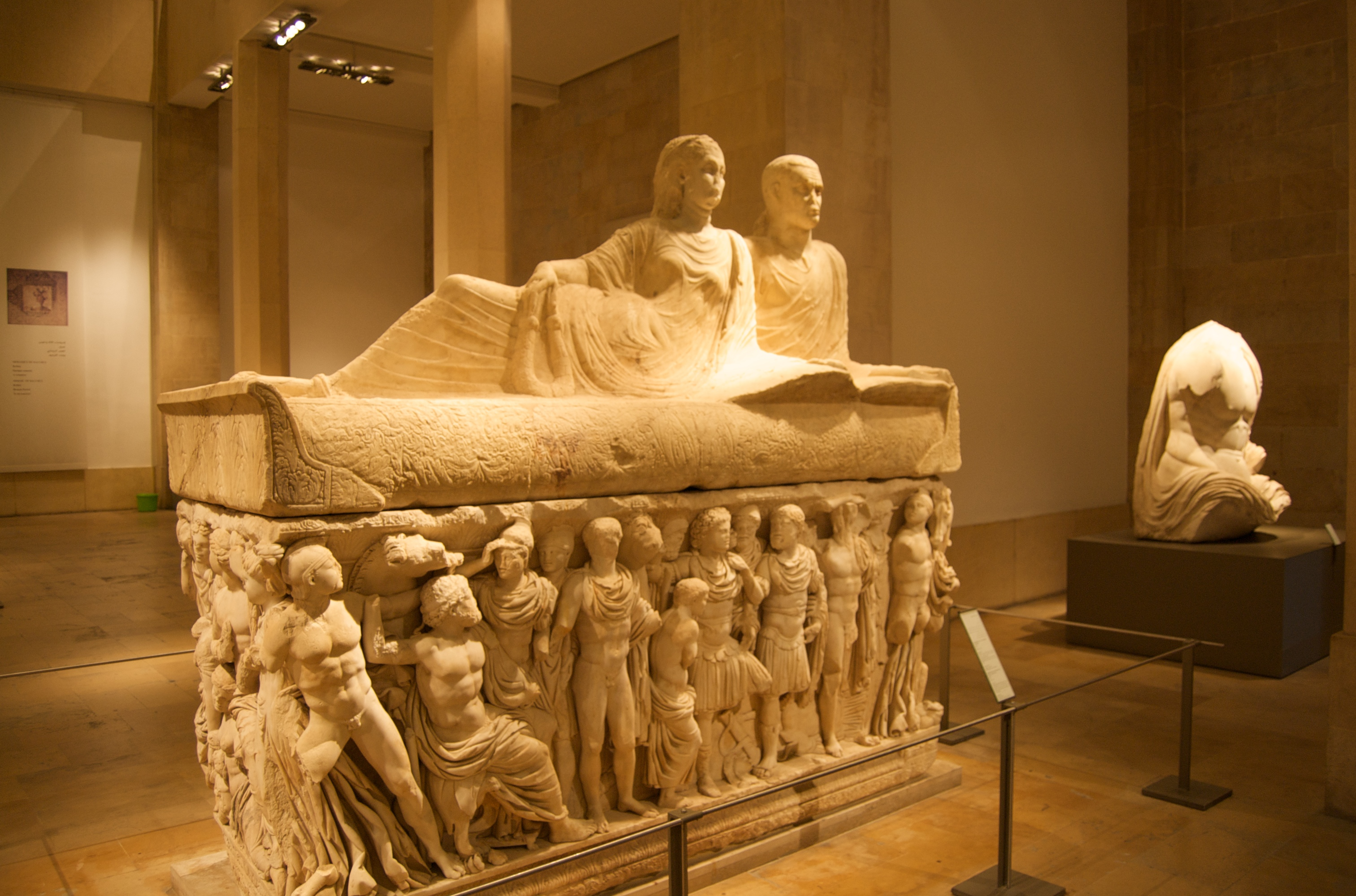
Ancient tombs displayed in the museum
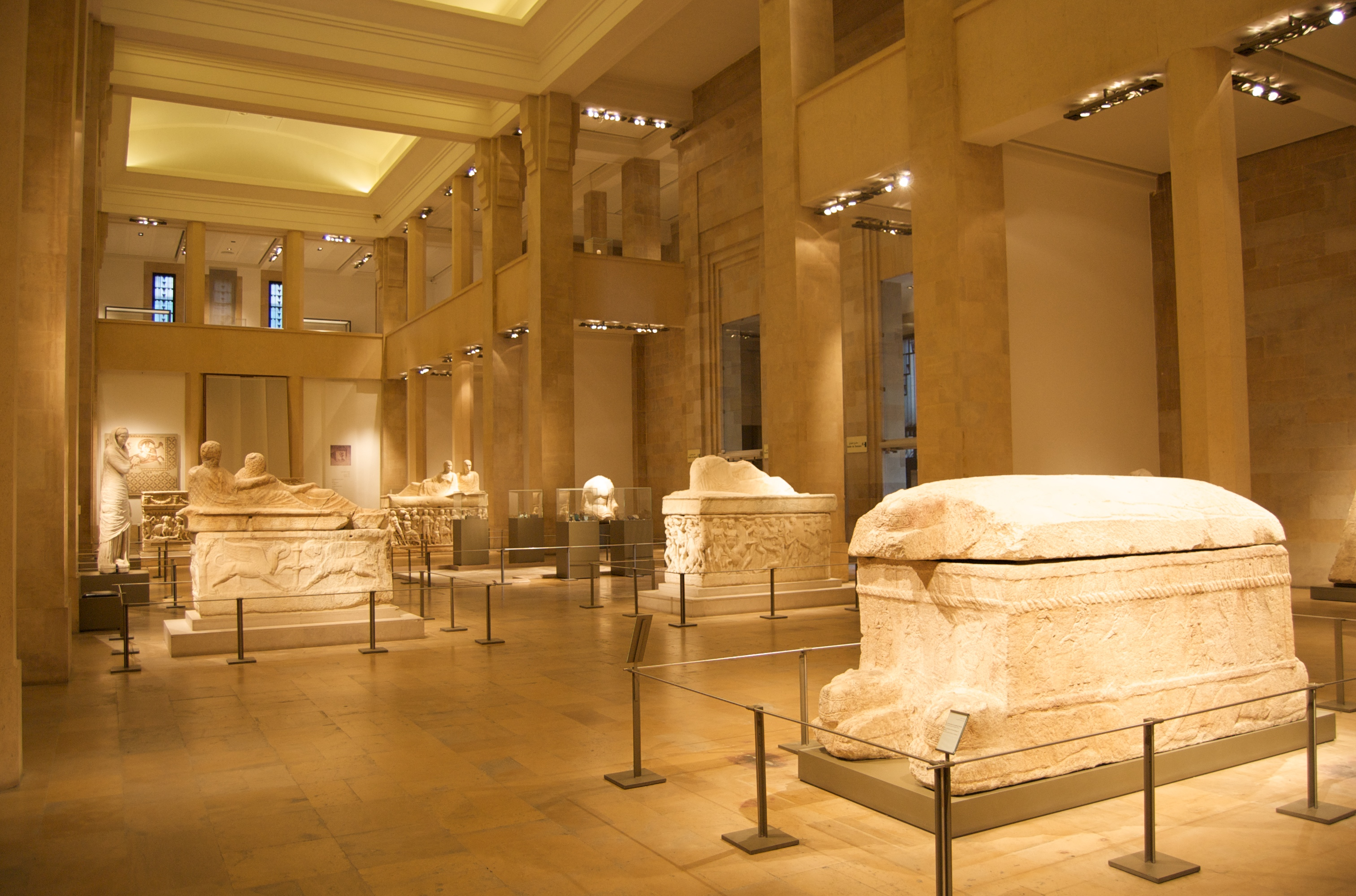
Side of the museum